# 谭仙观
谭仙观，位于中国广东省佛山市禅城区张槎大富乡，为佛山市市级文物保护单位，类型为古建筑，公布时间为1998年4月30日。
谭仙观的历史年代为清代。